# Katharinenschule (Sankt Petersburg)
Die Katharinenschule war eine deutsche Schule in Sankt Petersburg von 1736 bis 1917. Sie befand sich neben der Lutherischen Katharinenkirche an der Bolshoy Avenue im heutigen Petrogradsky Distrikt.
Im Jahre 1905 gab es 700 Schüler und 42 Lehrer.

## Geschichte
Die Schule wurde 1736 als Grundschule für Jungen erbaut. Erst ab 1872 besuchten auch Mädchen die Schule.

## Direktoren
- Emil Otto (1870–1890)[3]
- Peter Osse (1891–1895)[3]
- Ludwig Glaeser (1895–1904)[1]
- Heinrich Pantenius (1904–1918)[1][3]

## Bekannte Schüler
- Erik Amburger (1907–2001), Osteuropahistoriker
- Nikita Alexandrowitsch Meschtscherski (1906–1987), russischer Philologe
- Oscar Heinrich Hartoch[1]
- Georgiĭ Venus[1] (1898–1939)